# Elaeagnus takeshitai
Elaeagnus takeshitai är en havtornsväxtart som beskrevs av Tomitaro Makino. Elaeagnus takeshitai ingår i släktet silverbuskar, och familjen havtornsväxter. Inga underarter finns listade i Catalogue of Life.